# 李德尔
李德尔（John Hellyer Liddell，CBE，1899年—1984年) 是一位英國商人，曾于1941年至1942年出任上海公共租界工部局總董。

## 生平
李德尔生于上海公共租界。他曾就讀於马尔伯勒学院，畢業後入職其叔叔創辦的平和洋行（Liddell Bros）。 1932年，他出任平和洋行的总经理。 
1927年11月21日，李德尔在上海与格蕾丝·考茨（Grace Coutts）结婚。 
1941年出任上海公共租界工部局總董。日本佔領上海公共租界後李德尔與上海公共租界工部局的英籍以及美籍董事全部辭職。
後來李德爾被日本人囚禁，關押地點就位於上海。  第二次世界大戰結束後他搬到加利福尼亚居住。 
1947年，李德爾獲頒大英帝國勳章 。 
1984年1月21日，李德爾在加利福尼亚州阿拉米达去世。 